# Adlullia longitegumen
Adlullia longitegumen är en fjärilsart som beskrevs av Holloway 1999. Adlullia longitegumen ingår i släktet Adlullia och familjen tofsspinnare. Inga underarter finns listade i Catalogue of Life.